# Zgórznica (gromada)
Zgórznica – dawna gromada, czyli najmniejsza jednostka podziału terytorialnego Polskiej Rzeczypospolitej Ludowej w latach 1954–1972.
Gromady, z gromadzkimi radami narodowymi (GRN) jako organami władzy najniższego stopnia na wsi, funkcjonowały od reformy reorganizującej administrację wiejską przeprowadzonej jesienią 1954 do momentu ich zniesienia z dniem 1 stycznia 1973, tym samym wypierając organizację gminną w latach 1954–1972.
Gromadę Zgórznica z siedzibą GRN w Zgórznicy utworzono – jako jedną z 8759 gromad na obszarze Polski – w powiecie łukowskim w woj. lubelskim na mocy uchwały nr 13 WRN w Lublinie z dnia 5 października 1954. W skład jednostki weszły obszary dotychczasowych gromad Zgórznica, Toczyska, Wólka Poznańska i Zabiele ze zniesionej gminy Prawda w tymże powiecie. Dla gromady ustalono 16 członków gromadzkiej rady narodowej.
1 stycznia 1962 gromadę zniesiono, włączając jej obszar do nowo utworzonych gromad Toczyska (wieś i kolonię Toczyska oraz wieś Zgórznica) i Stoczek (wieś Zabiele i kolonię Wólka Poznańska) w tymże powiecie.